# Trichillidium brevisetosum
Trichillidium brevisetosum là một loài bọ cánh cứng trong họ Bọ hung (Scarabaeidae).